# Madinat Isa
Madinat Isa (arab. مدينة عيسى) – miasto w Bahrajnie, w środkowej części wyspy Al-Bahrajn. Administracyjnie przynależy do muhafazy al-Dżanubijja. Według danych z 2012 liczy 61 293 mieszkańców.
Miasto zostało zaprojektowane przez brytyjskich urbanistów w latach 60. XX wieku. Pierwsi ludzie zamieszkali w nim w 1968. Jego nazwa pochodzi od imienia Isy ibn Salmana Al Chalify, ówczesnego emira Bahrajnu.
Madinat Isa jest nowoczesnym ośrodkiem handlowo-kulturalnym. Mieści się w nim miasteczko akademickie skupiające część wydziałów Uniwersytetu Bahrajńskiego założonego w 1986. W mieście tym znajduje się kompleks sportowy, w skład którego wchodzą obiekty takie jak Khalifa Sports City Stadium, Khalifa Sports City Hall i basen olimpijski.

## Demografia
Pierwotnie miasto planowane było dla 15 tys. mieszkańców, jednak liczbę tę osiągnęło już pod koniec lat 70. i dalszym ciągu się rozwijało. Według spisu ludności przeprowadzonego w 2012 Madinat Isę zamieszkiwały 61 293 osoby i pod tym względem jest 8. miastem Bahrajnu.